# Svetlana Vysókova
Svetlana Yúrievna Vysókova –en ruso, Светлана Юрьевна Высокова– (Krasnokamsk, URSS, 12 de mayo de 1972) es una deportista rusa que compitió en patinaje de velocidad sobre hielo. 
Participó en tres Juegos Olímpicos de Invierno, entre los años 1998 y 2010, obteniendo una medalla de bronce en Turín 2006, en la prueba de persecución por equipos (junto con Yekaterina Abramova, Yekaterina Lobysheva, Varvara Barysheva y Galina Lijachova).

## Palmarés internacional
| Juegos Olímpicos | Juegos Olímpicos | Juegos Olímpicos  | Juegos Olímpicos        |
| Año              | Lugar            | Medalla           | Prueba                  |
| ---------------- | ---------------- | ----------------- | ----------------------- |
| 2006             | Turín (Italia)   | Medalla de bronce | Persecución por equipos |